# Cascades du Bras Magasin
Les cascades du Bras Magasin sont des chutes d'eau de l'île de La Réunion, département et région d'outre-mer français dans le Sud-Ouest de l'océan Indien. Elles se trouvent à Takamaka, sur le trajet de nombreux et cours torrents, dont celui de Bras Magasin, qui prennent leur source sur le plateau de l'îlet Patience et dévalent les 647 mètres de dénivelé avant de se jeter dans le Bras Cabot.